# ديلون لويس
ديلون لويس (بالإنجليزية: Dillon Lewis)‏ هو لاعب اتحاد الرغبي بريطاني، ولد في 4 يناير 1996 في Church Village ‏ في المملكة المتحدة.

## روابط خارجية
- ديلون لويس عل موقع إسبنسكروم (الإنجليزية)
- ديلون لويس على موقع ItsRugby.co.uk (الإنجليزية)